# Dicranomyia tenuicula
Dicranomyia tenuicula är en tvåvingeart som först beskrevs av Alexander 1929.  Dicranomyia tenuicula ingår i släktet Dicranomyia och familjen småharkrankar.
Artens utbredningsområde är Taiwan. Inga underarter finns listade i Catalogue of Life.